# Sygnały alarmowe na kolei w Polsce
Sygnały alarmowe (A) – sygnały w sieci PKP Polskich Linii Kolejowych oraz pozostałych zarządców infrastruktury kolejowej w Polsce służące do wszczęcia alarmu ogólnego lub pożarowego. Mogą być dawane za pomocą światła na czole lokomotywy, urządzenia dźwiękowe, chorągiewki sygnałowe, latarkę ręczną lub poprzez komunikaty słowne  .

## A 1 „Alarm”
Sygnał A 1 „Alarm” daje się poprzez dwa światła na czole lokomotywy barwy białej migające oraz jednocześnie jeden długi i trzy krótkie sygnały dźwiękowe dawane przez dźwiękowe urządzenie ostrzegawcze lokomotywy, powtarzane kilkakrotnie. W przypadkach, gdy niemożliwe jest danie sygnały świetlnego, należy dać jedynie sygnał dźwiękowy za pomocą urządzenia ostrzegawczego lokomotywy, gwizdka, trąbki albo aparatu telefonicznego. Sygnał A 1 daje się w następujących okolicznościach  :
- W celu powiadomienia pracowników kolei o istniejącym lub możliwym zagrożeniu dla bezpieczeństwa ruchu kolejowego, bezpieczeństwa pracowników lub bezpieczeństwa mienia kolei.
- Gdy nastąpi nieplanowane zatrzymanie pociągu z nieprzewidzianego powodu na szlaku dwu- lub wielotorowym, a także w razie stwierdzenia nieoznakowanej przeszkody na torze szlakowym – sygnał daje drużyna pojazdu trakcyjnego. Sygnał należy podawać do momentu, gdy nie stwierdzi się, że nie ma przeszkody do jazdy po sąsiednich torach lub do czasu przepisowego oznaczenia przeszkody.

Po odebraniu sygnału A 1 drużyna pociągowa powinna dostosować prędkość pociągu, by móc go zatrzymać w razie zobaczenia przeszkody. Pracownicy kolei posiadający urządzenia do dawania sygnału A 1 powinni go powtarzać do momentu rozpoczęcia akcji ratunkowej  .

## A 1r „Alarm”
Sygnał A 1r „Alarm” daje się za pomocą jednego długiego oraz trzech następujących po sobie krótkich tonów, które są zróżnicowane pod względem częstotliwości i powtarzane cyklicznie. Sygnał podawany jest w razie zaistnienia nagłego zagrożenia na linii kolejowej wyposażonej w sieć radiołączności pociągowej. Pracownik, który dowiedział się o istnieniu niebezpieczeństwa lub ma uzasadnione przypuszczenia o jego istnieniu powinien niezwłocznie nadać sygnał A 1r przez radiotelefon. Ponadto powinien podać kroki mające na celu zapobiegnięcie lub zminimalizowanie skutków wypadku  .
Sygnał A 1r może zostać nadany automatycznie lub słownie. Nadanie automatyczne następuje po wykonaniu czynności opisanych w instrukcji obsługi każdego radiotelefonu. Na linii wyposażonej w system Radio-Stop nadanie sygnału „Alarm” powoduje zatrzymanie wszystkich pociągów na linii. Słowne nadanie sygnału następuje poprzez powtórzenie co najmniej pięciokrotnie słowa „Alarm” lub poprzez nawiązanie połączenia alarmowego i powiadomienie o zagrożeniu. Drużyny trakcyjne wszystkich pociągów na linii są zobowiązane do zatrzymania pojazdu, o ile nie nastąpiło to samoczynnie. Należy wówczas przełączyć radiotelefon na kanał ratunkowy, w celu wyjaśnienia przyczyn wszczęcia alarmu  .

## A 2 „Pożar”
Sygnał A 2 „Pożar” daje się poprzez jeden długi i dwa krótkie sygnały dźwiękowe dawane za pomocą urządzenia ostrzegawczego lokomotywy, gwizdawki kotła parowego, syreny alarmowej, trąbki lub gwizdka, powtarzane kilkukrotnie. Sygnał nadaje się w celu powiadomienia pracowników oraz straży pożarnej o pożarze na terenie kolejowym. Pracownik, który dostrzegł pożar powinien niezwłocznie powiadomić straż pożarną i nadać sygnał A 2, a jeśli nie posiada przyrządów do jego nadania, powiadomić pracownika z odpowiednim urządzeniem sygnałowym. Maszyniści oraz inni pracownicy kolei w obrębie stacji kolejowej powinni powtarzać sygnał A 2  .

## A 3 „Ogłoszenie alarmu powietrznego dla stacji”
Sygnał A 3 dawany jest poprzez urządzenie ostrzegawcze lokomotyw przez 3 minuty – 10 sekund dźwięku, 1 sekunda przerwy oraz przez nadawanie komunikatu: „Uwaga! Uwaga! Ogłaszam alarm powietrzny dla stacji [nazwa stacji]”, powtórzone trzykrotnie. Alarm zarządza się w celu ostrzeżenia o grożącym niebezpieczeństwie uderzeń z powietrza  .

## A 4 „Odwołanie alarmu powietrznego dla stacji”
Sygnał A 4 nadawany jest poprzez ciągły 3-minutowy urządzeń ostrzegawczych lokomotywy oraz nadanie komunikatu „Uwaga! Uwaga! Odwołuję alarm powietrzny dla stacji [nazwa stacji]”, powtórzone trzykrotnie  .

## A 5 „Podawanie sygnałów alarmu powietrznego pociągom na szlaku”
Sygnał A 5 nadaje się za pomocą trójkątnej żółto-niebieskiej chorągiewki sygnałowej lub nocą za pomocą migającej białej latarki ręcznej. Znaczenie sygnału jest takie, jak w sygnału A 3  .

## A 6 „Potwierdzenie otrzymania sygnału alarmu powietrznego dla pociągu na szlaku”
Sygnał A 6 dawany jest za pomocą urządzenia ostrzegawczego lokomotywy – 10 sekund tonu, 1 sekunda przerwy przez łącznie 3 minuty. Sygnałem tym maszynista powiadamia drużynę pociągową o odebraniu sygnału i potwierdza jego zrozumienie  .

## A 7 „Ogłoszenie alarmu o skażeniach dla stacji”
Sygnał A 7 nadaje się poprzez przerywany ton urządzenia ostrzegawczego lokomotywy – 10 sekund dźwięku i 15 sekund przerwy, powtarzane przez 3 minuty, a także nadanie komunikatu „Uwaga! Uwaga! Ogłaszam alarm o skażeniach [rodzaj skażenia] dla stacji [nazwa stacji]”, powtórzone trzykrotnie. Alarm informuje pracowników stacji o możliwości wystąpienia skażenia na stacji  .

## A 8 „Odwołanie alarmu o skażeniach dla stacji”
Sygnał A 8 nadawany jest poprzez ciągły 3-minutowy urządzeń ostrzegawczych lokomotywy oraz nadanie komunikatu „Uwaga! Uwaga! Odwołuję alarm o skażeniach [rodzaj skażenia] dla stacji [nazwa stacji]”, powtórzone trzykrotnie  .